# Константин Пантелић
Константин Пантелић (Рума, 1802 — Доњи Товарник, 1882) био је српски сликар, портретиста и иконописац. Насликао је многе иконе, посебно за иконостасе, као и фреске за цркве широм Срема, Баната и Бачке.

## Биографија
О животу Константина Пантелића не зна се много. Прве податке за његову биографију дао је његов савременик и пријатељ, свештеник Светозар Марковић, свештеник огарски. У тим оскудним биографским подацима назире се сликар цењен од својих савременика али убрзо после смрти заборављен.
Константин Пантелић рођен је 1802. године у Руми, одакле му потиче и породица. Основну школу завршио је у родном граду. Прве лекције из сликарства дао му је отац Јован, мање познати уметник, који је такође осликавао иконостасе. За сликарство се озбиљно заинтересовао још у гимназији. После гимназије почиње да ради као трговачки помоћник у Новом Саду, истовремено посећујући атеље Арсенија Теодоровића, тада прослављеног сликара и учитеља сликања, познатог по својим бидермајер портретима.
Неколико семестара током 1827. и 1828. године провео је на бечкој Академији, на одсеку за историјско сликарство, што се касније одразило на његовим многобројним иконостасима. Године 1828. обраћа се песнику Лукијану Мушицком, неоспорном ауторитету и духовном мецени за материјалну помоћ, како би наста вио студије, било у Италији или у Русији, али је није добио, упркос чињеници да је, од неколико стотина студената бечке Академије тридесетих година деветнаестог века, само њих је неколико било из Војводине. Због тога се Пантелић, као недоучени сликар, враћа у Срем и као сликар-луталица иде од села до села и од једне црквене општине до друге.
Чим је напустио бечку Академију митрополит Стратимировић позвао га је да ослика цркву у Кулпину, поручујући му да је заинтересован за његов рад. Познато је да је митрополит  Стратимировић био не само мецена војвођанских сликара с  краја осамнаестог и прве половине деветнаестог века, већ и прави зналац и љубитељ уметности. Окупљао је око себе најбоље тадашње сликаре, па је чак 1890. у Сремским Карловцима основао и Цртачку школу. Рад на иконостасима Пантелић је усавршавао у радионици Стефана Гавриловића, са којим је и после школовања остао у пословним везама. Док је био у Банату био је под извесним утицајем Константина Данила. Током своје каријере сарађивао је и са другим академским сликарима, између осталих са Николом Алексићем и гравером Марком Константиновићем на више наруџбина.
Жељан рада, средстава и славе, Пантелић је остварио огромну продукцију, радећи скоро сваке године по један иконостас са 40-ак већих и мањих икона, сликајући успут и портрете својих савременика. Осликао је 18 иконостаса са преко 500 икона. Број портрета још увек није познат. Ни дубока старост није га одвојила ад посла. Он 1873. године слика иконостас у цркви у Доњем Товарнику, где је и умро 1882. године.

## Сликарски рад
Константин Пантелић осликао је 18 иконостаса, на којима се налази више од 500 икона. Поред тога насликао је и велики број портрета, који сви још увек нису ни идентификовани као његови. Један од познатих је портрет Јеленке Хербез, познате под надимком Мала госпођа, љубавнице Кнеза Милоша, који је сликар назвао „Јудита са главом Холоферна“.
Пантелић је оставио дела која су несумњиво дала прилог преображај српског грађанског друштва у Војводини на пољу културе, уметности и националне свести, упркос чињеници да се у многоме угледао на уметност Западне Европе. Један је од сликара прве половине 19. века који су узоре налазили у европском, посебно бечком класицизму, бидермајеру и романтизму. То сликарство се ослободило зоографских канона средњевековне традиције, али је истовремено падало под утицај идеја и остварења пониклих на туђем тлу, у другој духовној клими и са другачијим идејним, економским и уметничким наслеђем.
Као и толики други сликари, његови савременици и он се служио у решавању својих композиционих задатака гравирама других, већих уметника са стране. Слика меко, топло и лако, са глатким, сјајним површинама.

### Познатији иконописарски радови
- Иконостас цркве Светог Николе у Бачинцима 1831. године;[8]
- Икона Свете Тројице у цркви Светог Јосифа у Черевићу 1835;
- Иконостас цркве Светог Ђорђа у Баноштору 1836. године;
- Погребање Христово у Цркви Рођења Светог Јована Крститеља у Бачкој Паланци 1836. године;[9]
- Икона Светог Венделина у Цркви Воздвижења светог Крста у Руми 1841. године;[10]
- Иконостас Вазнесењске цркве у Дечу 1848. године [11]
- Живопис сводова и наоса сибачке цркве Светог Николе 1851. године;[12]
- Иконостас цркве Светог Јована Богослова Сремски Михаљевци 1855. године;[13]
- Иконостас цркве Светог Николе у Сакулама 1856–1857;[14][15]
- Престона икона Богородице у храму Вазнесења у Руми 1860. године [16]
- Прибор и престоли Богојављенске цркве Србобран [17]